# ماتيو كلود
ماتيو كلود (بالفرنسية: Mathieu Claude)‏ هو دراج فرنسي، ولد في 17 مارس 1983 في نيور في فرنسا.

## وصلات خارجية
- الموقع الرسمي
- ماتيو كلود على موقع الاتحاد الدولي للدراجات (الإنجليزية)
- ماتيو كلود على موقع أرشيف الدراجات (الإنجليزية)
- ماتيو كلود على موقع إحصائيات الدراجات الإحترافية (الإنجليزية)
- ماتيو كلود على موقع نسبة الدراجات (الإنجليزية)